# فرانك إي. ويلسون
فرانك إي. ويلسون (بالإنجليزية: Frank E. Wilson)‏ هو سياسي أمريكي، ولد في 22 ديسمبر 1857 في الولايات المتحدة، وتوفي في 12 يوليو 1935 في بروكلين في الولايات المتحدة. حزبياً، نشط في الحزب الديمقراطي. وقد انتخب عضو مجلس النواب الأمريكي.